# 岡村俊邦
岡村 俊邦（おかむら としくに、1951年11月3日 - ）は、日本の緑化工学者、北海道科学大学空間創造学部都市環境学科教授。京都府加佐郡（現福知山市）出身。

## 経歴

### 学歴
- 1970年（昭和45年）3月 - 京都府立福知山高等学校卒業
- 1976年（昭和51年）3月 - 北海道大学農学部林学科卒業
- 1978年（昭和53年）3月 - 北海道大学大学院農学研究科博士前期課程修了
- 1985年（昭和60年） - 北海道大学大学院農学研究科博士後期課程修了（農学博士）論文の題は「活火山地域における森林の成立過程に関する砂防学的研究」[1]。

### 職歴
職階
- 1991年（平成3年）4月 - 北海道工業大学工学部土木工学科助教授
- 1997年（平成9年）4月 - 北海道工業大学工学部土木工学科教授
- 2001年（平成13年）4月 - 北海道工業大学工学部環境デザイン学科教授（自然再生研究室）
- 2008年（平成20年）4月 - 北海道工業大学空間創造学部都市環境学科教授（自然再生研究室）
- 2014年（平成26年）4月 - 北海道科学大学空間創造学部都市環境学科教授（自然再生研究室）

## 専門（研究・活動内容等）

### 研究概要

#### 研究分野
- 自然学
- 砂防学

#### 研究テーマ
- 自然環境の保全・再生および持続的利用

## 著書
- 生態学的混播・混植法の理論 実践 評価 -住民参加による自然に近い樹林の再生法-（2004年:石狩川振興財団） ―ISBN 4901117025